# 韧黄芩
韧黄芩（学名：Scutellaria tenax）为唇形科黄芩属下的一个种。

## 扩展阅读
- 維基物種上的相關：韧黄芩